# نیکی ورو
نیکی ورو (انگلیسی: Nicky Wroe؛ زادهٔ ۲۸ سپتامبر ۱۹۸۵ بازیکن فوتبال اهل بریتانیا است.
از باشگاه‌هایی که در آن بازی کرده‌است می‌توان به باشگاه فوتبال بارنزلی، باشگاه فوتبال همیلتون آکادمیکال، باشگاه فوتبال تورکی یونایتد، باشگاه فوتبال بری، باشگاه فوتبال پرستون نورث اند، باشگاه فوتبال هالیفاکس تاون، باشگاه فوتبال آکسفورد یونایتد، باشگاه فوتبال نوتس کانتی، باشگاه فوتبال شروزبری تاون، و باشگاه فوتبال یورک سیتی اشاره کرد.
وی همچنین در تیم ملی فوتبال England C بازی کرده‌است.